# 가미스기촌
가미스기촌(神杉村)은 히로시마현 후타미군에 있던 촌이다. 현재의 미요시시의 일부에 해당한다.